# Innsbruck Westbahnhof
Innsbruck Westbahnhof – stacja kolejowa w Innsbrucku, w kraju związkowym Tyrol, w Austrii. Znajdują się tu 2 perony.